# Mosetroldurt
Mosetroldurt (Pedicularis sylvatica), ofte skrevet mose-troldurt, er en 5-15 cm høj urt, der lever som halvsnylter på andre planter. Den er knyttet til fugtig og kalkfattig jord i enge og moser. Planten indeholder giftstoffet aucubin.

## Beskrivelse
Mosetroldurt er en to- eller flerårig, urteagtig plante med en grundstillet bladroset og en opret stængel. Stænglen er firkantet i tværsnit med fine hår langs kanterne. Den bærer spredt stillede blade, der er ustilkede og dobbelt fjersnitdelte med tandet rand. Oversiden er græsgrøn, mens undersiden er en del lysere. De grundstillede blade er noget større, stilkede og uligefinnede med lappede småblade.
Blomstringen foregår i Danmark i maj-juni, hvor man finder blomsterne siddende i bladhjørnerne. Bægeret er sammenvokset, lysegrønt og oppustet, mens kronen er uregelmæssig med kun én symmetriakse, to læber og lyserøde kronblade. Frugterne er kapsler med mange frø.
Rodsystemet består af en kraftig, lodret pælerod, der bærer fine siderødder. Disse danner sugelegemer, der hæftes på rødderne af andre urter, som bliver udsuget for vand og næringssalte.
Højde x bredde og årlig tilvækst: 0,10 x 0,15 (10 x 15 cm/år), heri ikke medregnet skud fra udløbere.

## Habitat
Mose-Troldurt hører hjemme i fugtige enge, moser og skove på steder med fuld sol og en sur og næringsfattig jordbund. Den indgår i plantesamfundet Nardo-Juncetum squarrosi. I Klelund Plantage ved Hovborg, syd for Grindsted, findes tidligere heder og nogle granplantager. arten vokser i de mere fugtige områder sammen med bl.a. benbræk, blåtop, tranebær, klokkelyng, mosepors, nordsøkogleaks, plettet gøgeurt, rundbladet soldug, smalbladet kæruld, spæd mælkeurt og en række forskellige tørvemos-arter

## Udbredelse
Mosetroldurt er udbredt i hele det nordlige og vestlige Europa, men også med fund i det nordlige Afrika og Nordamerikas østkyst. I Danmark er den ret almindelig i Nord- og Vestjylland, mens den er sjælden i resten af landet. På trods af den er gået tilbage i sin udbredelse i Danmark er den fortsat vurderet som Ikke truet på Den danske Rødliste.
Mose-Troldurt er ikke vurderet i IUCN's rødliste.

## Anvendelse
På grund af sin giftighed har planten været brugt til fordrivelse af lus, hvorfor den også kaldes Luseurt i nogle dele af landet
| Portal | Portal:Botanik |